# Photographische Chronik
Die Photographische Chronik war laut ihrem erstmals Ende des 19. Jahrhunderts gegebenen Untertitel das „Organ des Reichsinnungsverbandes des Photographenhandwerks.“
An der Herausgabe der von 1894 bis 1943 in regelmäßigen Abständen erschienenen Zeitschrift beteiligten sich zeitweilig der Photographische Verein zu Berlin sowie der Centralverband Deutscher Photographen-Vereine und Innungen. Das Blatt war Beilage zu den Nachrichten des Centralverbandes Deutscher Photographen-Vereine und Innungen, den Nachrichten des Rechtsschutz-Verbandes Deutscher Photographen und den Nachrichten des Rechtsschutz-Verbandes Deutscher Photographen, diente aber auch selbst als Beilage zu den Publikationen Das Atelier des Photographen und Das Atelier des Photographen und Allgemeine Photographen-Zeitung sowie zu der Zeitschrift für Reproduktionstechnik, die später in der Photographischen Chronik aufging.
Das in Halle an der Saale im Wilhelm Knapp Verlag erschienene Periodikum titelte in den Kriegsjahren 1944 und 1945 zunächst Photographische Chronik und Allgemeine photographische Zeitung. Gemeinschaftszeitschrift. Verbandszeitschrift des Reichsinnungsverbandes des Photographenhandwerks. Organ des Reichsinnungsverbandes des Photographenhandwerks sowie Nachrichtenblatt für das Photographen-Handwerk ... und ging in der Nachkriegszeit schließlich in der bei Dressler in Wien herausgegebenen Zeitschrift Allgemeine photographische Zeitung. Fachblatt für das Photographenhandwerk. Organ der Berufsphotographen Österreichs, der Bundesinnung der Photographen Österreichs und der Landesinnungen auf.